# Volkorenbrood

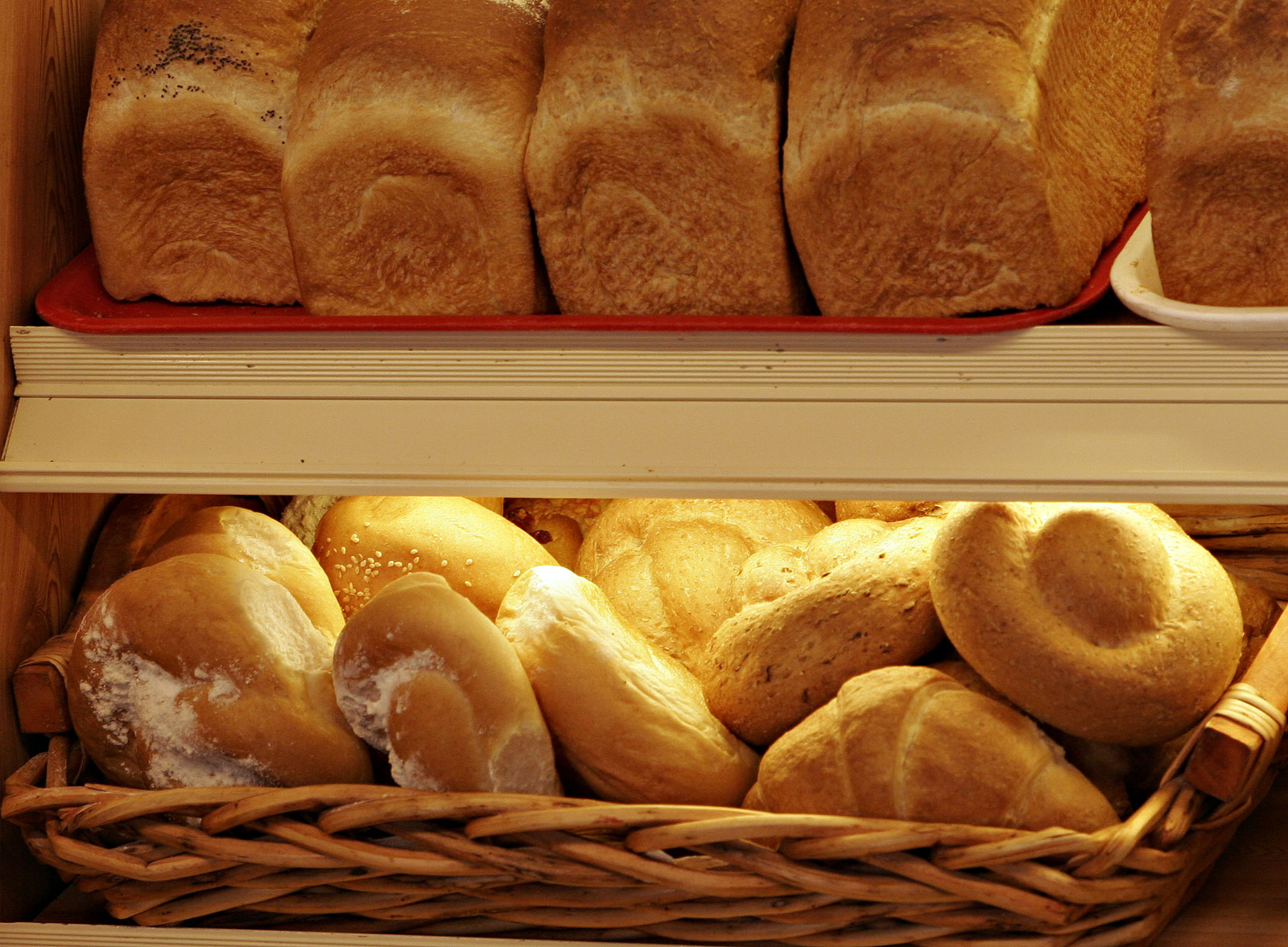
Op de bovenste plank zijn hele volkorenbroden te zien

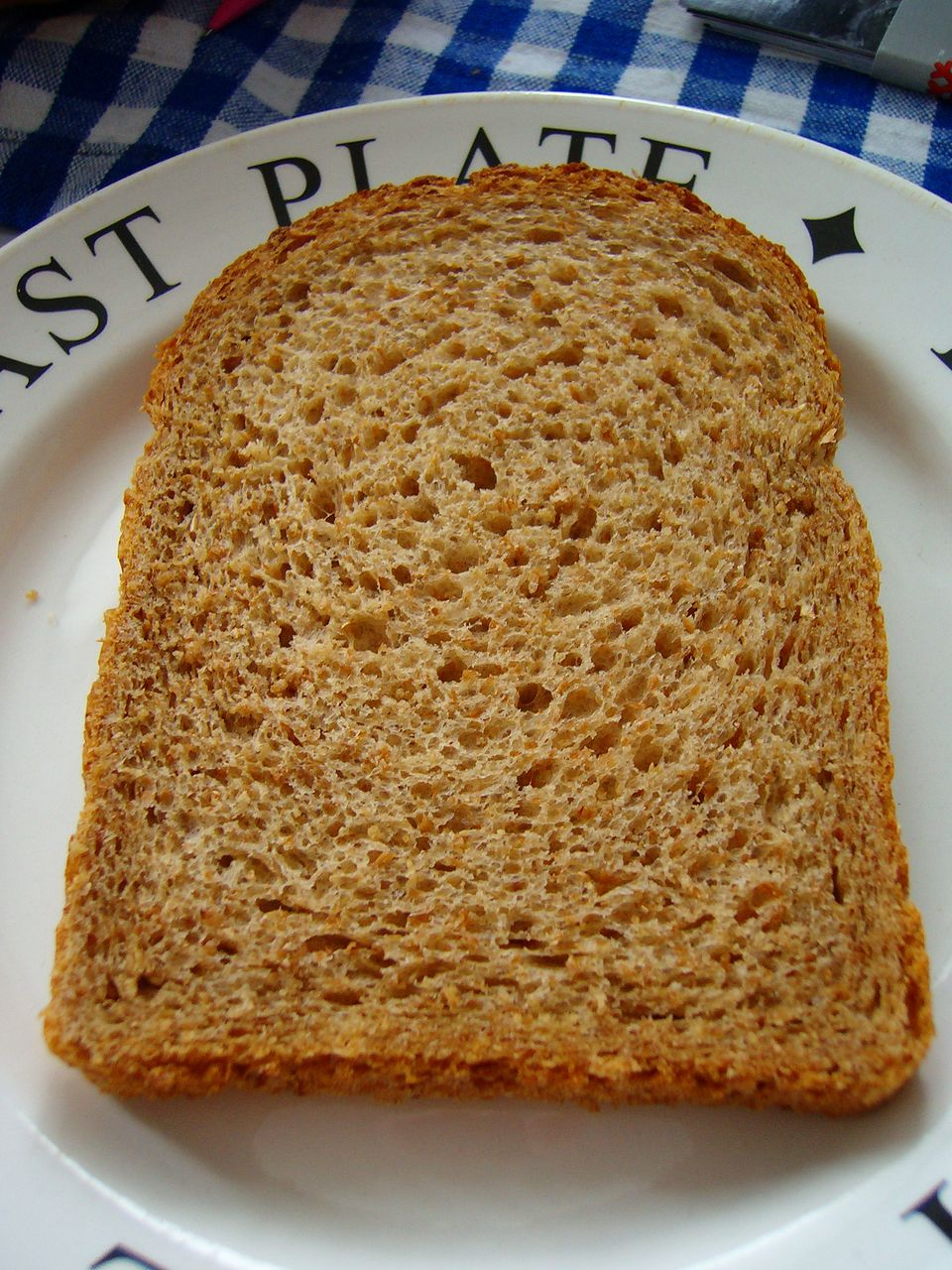
Een boterham van volkorenbrood

Volkorenbrood is een soort brood dat van volkorenmeel van de tarwekorrel gebakken is. In Nederland is volkorenbrood een beschermde productaanduiding krachtens de Warenwet.
Artikel 16 van het Warenwetbesluit Meel en brood luidt: Het woord volkoren mag deel uitmaken van de aanduiding van een in dit besluit bedoelde waar, voor zover in de aldus aangeduide waar de van nature voorkomende zetmeelrijke kern, kiem en zemelen van de desbetreffende graansoort in hun natuurlijke verhouding, al dan niet na een bewerking te hebben ondergaan, aanwezig zijn.

## Definitie
Volkorenbrood is een bakproduct van volkorenmeel, melk of water, zout, gist, plantaardig vet, boter of margarine en eventueel suiker. Er zijn strikte regels vervaardigd om iets als volkorenbrood te verkopen. In Nederland ziet de Nederlandse Voedsel- en Warenautoriteit hierop toe. Wanneer men thuis brood bakt kan men voor een beter resultaat (net als in de meeste bakkerijen) een broodverbeteraar gebruiken.
Niet al het brood met een bruine kleur is gemaakt van volkorenmeel. Veel brood wordt gemaakt van bloem waaraan gebrande mout is toegevoegd. Dit brood heeft dus niet de positieve gezondheidseffecten van volkorenbrood.

## Geschiedenis
Volkorenbrood wordt al eeuwen gebakken en geconsumeerd. In Nederland en België was volkorenbrood met roggebrood eeuwenlang hoofdvoedsel voor een groot deel van de bevolking. In de afgelopen eeuwen at alleen de bovenlaag van de bevolking witbrood, omdat dit brood duurder was en daardoor status gaf. Rond het jaar 1900 steeg de welvaart over de gehele bevolking, waardoor 'het volk' meer witbrood ging eten. De bovenlaag van de bevolking is vanaf dat tijdstip juist meer volkorenbrood gaan eten in plaats van witbrood. De reden hiervan is dat men er steeds meer achter kwam dat volkorenbrood meer positieve gezondheidseffecten heeft dan witbrood. Een groot voorvechter van de consumptie van volkorenbrood was de Britse arts Thomas Allinson.

## Gezondheidseffecten
Een volkorenbrood bevat veel voedingsvezels. Dit komt door het gebruik van volkorenmeel, waar de zemelen nog in zitten, in plaats van gewoon meel of bloem. Door het eten van deze vezels wordt de darmwerking gestimuleerd. Ook wordt dit in verband gebracht met gezondere bloedwaarden van bijvoorbeeld LDL-cholesterol. Volkorenbrood heeft vergeleken met bruin- of witbrood ook een lagere energetische waarde: er zit minder energie in per boterham. Hierdoor is het eten van volkorenbrood gunstiger in verband met de huidige toename van overgewicht.